# Hitoshi Doi
Hitoshi Doi (土井 仁志, Doi Hitoshi), né à Chigasaki au Japon le 17 octobre 1963,  est le propriétaire d'un site internet anglophone sur les seiyū et les anime. Le site a été créé le 10 juin 1994.

## Site personnel et base de données deseiyū
Le site personnel de Doi contient plus de 94 000 pages individuelles, et il est considéré comme l'un des fans les plus connus de l'anime et des seiyū agissant dans le monde anglophone,. En plus des renseignements personnels, son point de vue sur divers séries d'animes et de mangas, ainsi que des informations sur ses passe-temps, le site de Doi contient une énorme base de données sur les seiyū. En 2001, la base de données contient plus de 50 000 entrées, et est considéré par les fans d'anime comme une source définitive d'informations sur les seiyū.
En 1998, Mary Grigsby appela deux de ses sites « deux des plus informatives adresses URL du World Wide Web », et a utilisé son site comme une référence.
Doi était un invité d'honneur de la convention Anime North de 1999 à Toronto. 